# Хованский, Иван Константинович
Ива́н Константи́нович Хова́нский (иногда ошибочно: князь Хованский; 11 (23) февраля 1885 — 24 июля (6 августа) 1918) — офицер Русской императорской армии, полковник Лейб-гвардии Литовского полка, участник Первой мировой войны и «белого» движения Гражданской войны, командир 1-го Марковского полка (1918).

## Биография
Уроженец Саратовской губернии, православного вероисповедания. Сын офицера (подполковника). Имел младшего брата, гвардейского офицера, Николая Хованского.
Общее образование получил в Нижегородском графа Аракчеева кадетском корпусе (окончил курс), затем окончил по 1-му разряду и 1-й категории Киевское военное училище. 22 апреля 1905 года был произведен из фельдфебелей в подпоручики и выпущен в Лейб-гвардии Литовский полк (г. Варшава). По данным на январь 1909 года, был подпоручиком того же полка. 06.12.1909, за выслугу лет, был произведен в поручики (старшинство в чине — с 22.04.1909).
На январь 1914 года Иван Константинович Хованский (Хованский 1-й) — штабс-капитан Лейб-гвардии Литовский полка, младший офицер полковой учебной команды. Его брат Николай (Хованский 2-й) — поручик того же полка, младший офицер 1-й роты.
В составе Лейб-гвардии Литовский полка вступил в Первую мировую войну. В боях был трижды ранен, награждён пятью боевыми орденами и Георгиевским оружием. В августе 1916 года был произведен в капитаны гвардии, а 6 декабря того же года — из капитанов в полковники, со старшинством с 19.07.1916.
Осенью 1917 года, после захвата власти большевиками, участвовал в уличных боях в Петрограде.
В ноябре 1917 года Хованский прибыл на Дон и вступил в Добровольческую армию. В последних числах ноября командовал сводным отрядом из Офицерской роты и Юнкерского батальона, который занял Ростов и очистил его от большевиков: во время боя за город Хованский приказал взводу офицерской роты «оказать моральную поддержку» пластунам; взвод подошёл к пластунам в то время, когда те завели переговоры с парламентёрами большевиков; офицеры парламентёров расстреляли. В декабре 1917 Хованский стал «главноначальствующим» Ростова, после чего служил в третьей Офицерской роте.
Иван Константинович принимал участие в Первом Кубанском походе: был в рядах 1-го Офицерского генерала Маркова полка. 1 апреля 1918 года он был назначен командиром 3-й роты Офицерского полка, а с 21 по 27 апреля — по приказу генерала Сергея Маркова временно командовал всем полком (принял полк у полковника Николая Дорошевича, сдал должность полковнику Николаю Тимановскому). В период своего командования, при «налете на Сосыку», получил ранение; по выздоровлении, в июне 1918 года, полковник Хованский был назначен командиром второго батальона Марковского полка, с которым и выступил во Второй Кубанский поход.
В бою у станицы Выселки Иван Константинович был тяжело ранен и 24 июля 1918 года скончался от ран; похоронен на станции Тихорецкая.

## Награды
- Орден Святого Владимира 4-й степени с мечами и бантом (ВП 18.01.1915)[16]
- Орден Святой Анны 3-й степени с мечами и бантом (ВП 19.11.1915)
- Георгиевское оружие[17][18][19]  (ВП 07.11.1915): …за то, что в ночь с 21-го на 22-е апреля 1915 года, при наступлении полка на позицию у д. Буды-Пржесек, вызвавшись произвести уничтожение неприятельской минной галереи, с явной опасностью для жизни, днём произвёл разведку подступов к этой галерее, затем лично выработал план нападения двумя партиями и повёл таковые, став во главе одной из партий. Произведя нападение под сильным действенным ружейным и пулемётным огнём неприятеля и взорвав ложемент, штабс-капитан Хованский, несмотря на сильный огонь неприятеля, отправился в образовавшуюся после взрыва воронку, в 100 шагах от неприятельских окопов, убедиться в действительности произведенного взрыва и возвратился к своему полку лишь после того, как лично убедился, что оба входа в галерею противника им разрушены.
- Орден Святого Станислава 2-й степени с мечами (ВП 14.05.1916)
- Орден Святой Анны 2-й степени с мечами (ВП 17.11.1916)
- Высочайшее благоволение «за отличия в делах...» (ВП 08.02.1917)
- Орден Святого Владимира 3-й степени с мечами (ПАФ 23.10.1917)

медали:
- «В память 100-летия Отечественной войны 1812 года» (1912)
- «В память 300-летия царствования дома Романовых» (1913)

## Семья
Иван Константинович Хованский был не женат.
- Младший брат — Николай Константинович Хованский (Хованский 2-й)  (8 (20) июня 1887 — 14 (27) июля 1918) — уроженец Саратовской губернии, общее образование получил в Нижегородском графа Аракчеева кадетском корпусе, в 1907 году окончил Александровское военное училище. Был офицером Лейб-гвардии Литовского полка[9] (в 1909 году — подпоручик[4]), в 1915 — штабс-капитан, полковой адъютант; 23.08.1917 произведен из капитанов гвардии в полковники, участник «белого» движения. После Октябрьской революции он принимал участие в боях в Москве, после чего оказался в Добровольческой армии, где в ноябре 1917 года заведовал распределением добровольцев в Новочеркасске — сменил на этом посту полковника Евгения Шмидта[15]. С 27 ноября по 2 декабря 1917 года полковник Николай Хованский командовал группой при взятии Ростова, после чего, с января по март 1918 года, действовал в тылу у большевиков, «уведя» перед этим из Минеральных Вод бронепоезд. Погиб 14 (27) июля 1918 года под Армивиром, или — по несколько отличной версии — был убит летом 1918 в горах по пути в Екатеринодар[20]. Николай Константинович также 18 (31) июля 1916 был удостоен Георгиевского оружия: «…за то, что 15 (28) июля 1915 года в бою у деревни Волицы, когда соседние части принуждены были под натиском оставить свои позиции, что вызвало отступление по всему фронту дивизии, продолжал упорно удерживаться на своём участке, отражая повторные атаки противника с фронта и с фланга, и тем обеспечил общее отхождение»[17][21][22].